# Transit (satélite)

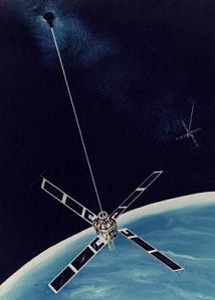
Satélite TRANSIT

O sistema TRANSIT, também conhecido com NAVSAT (do inglês, Navy Navigation Satellite System), foi o primeiro sistema de navegação por satélite a ser usado operacionalmente. O sistema foi inicialmente usado pela marinha dos Estados Unidos para obter informações precisas sobre o posicionamento para submarinos lançadores de mísseis balísticos (SLBM), e foi também usado com um sistema de navegação pela marinha dos Estados Unidos, bem como para vigilância hidrográfica e geodésica.

## História
O sistema de satélites TRANSIT, patrocinado pela Marinha e desenvolvido em conjunto pela DARPA e o Laboratório de Física Aplicada Johns Hopkins, sob a liderança do Dr. Richard Kirschner em Johns Hopkins, foi o primeiro sistema estadunidense de geoposicionamento baseado em satélite.    Poucos dias depois do lançamento soviético do Sputnik 1, o primeiro satélite artificial em órbita terrestre em 4 de outubro de 1957, dois físicos da APL, William Guier e George Weiffenbach, encontraram-se em discussão sobre os sinais de rádio que provavelmente emanariam do satélite. Eles foram capazes de determinar a órbita de Sputnik, analisando o efeito Doppler de seus sinais de rádio durante uma única passagem do satélite. Ao discutir o caminho a seguir para a pesquisa, o diretor Frank McClure, presidente do Centro de Pesquisa da APL, sugeriu em março de 1958 que, se a posição do satélite fosse conhecida e previsível, o efeito Doppler poderia ser usado para localizar um receptor na Terra e propôs uma sistema de satélites para implementar este princípio. 
O desenvolvimento do sistema TRANSIT começou em 1958, no Laboratório de Física Aplicada da Johns Hopkins University (JHUAPL) para a Marinha dos Estados Unidos, e um satélite protótipo, o Transit 1A, foi lançado em Setembro de 1959. Este satélite, falhou em atingir a órbita. Um segundo satélite, o Transit 1B, foi lançado com sucesso em 13 de Abril de 1960, por um foguete Thor-Ablestar.
O primeiro teste bem sucedido do sistema foi feito em 1960 e o sistema entrou em serviço na Marinha em 1964. Os satélites conhecidos como OSCAR ou NOVA usados no sistema foram colocados em órbitas polares de baixa altitude, a 1 100 km acima da superfície da Terra, com um período orbital de cerca de 106 minutos. A "constelação" de cinco satélites foi necessária para permitir uma cobertura global. Quando o sistema estava operacional, pelo menos dez satélites – um satélite sobressalente para cada satélite da constelação de base – estavam em órbita.
As órbitas dos satélites TRANSIT foram definidas de modo a cobrir a Terra inteira. Em algum momento, um dos satélites estaria passando sobre o pólo ou sobre qualquer outro ponto do planeta. Com base no instante de passagem de um dos satélites, a posição do observador podia ser calculada. No entanto, uma nova medida só poderia ser feita na passagem seguinte. No equador, o intervalo de tempo entre duas passagens consecutivas corresponderia ao período orbital (106 minutos) se o mesmo satélite estivesse visível em ambas as passagens (lembre que a Terra gira 15°/hora, e os navios junto com ela) e seria da ordem de várias horas, caso contrário. Em meias-latitudes o atraso típico seria de uma hora ou duas. 
Para seu papel como um sistema de orientação para os submarinos SLBM, o sistema TRANSIT funcionavam bem, pois os submarinos faziam observações periódicas para reajustar seu sistema de guiagem, mas o TRANSIT não tinha a capacidade de fornecer medidas de posição em alta velocidade e em tempo real.
Com aperfeiçoamentos posteriores, o sistema passou a possibilitar medidas de posição com uma precisão da ordem de 200 metros, e também um tempo de sincronização da ordem de 50 microsegundos. Os satélites TRANSIT também passaram a transmitir mensagens criptografadas, apesar disso ser uma função secundária.
O princípio de operação do sistema TRANSIT é similar ao sistema usado pelos transmissores para localização em emergências, exceto que o transmissor permanece sobre o solo e o receptor em órbita. Informações sobre os sinal do transmissor são passados diretamente às estações no solo, as quais localizam o transmissor usando um processo similar ao do sistema TRANSIT.
O sistema TRANSIT ficou obsoleto com a entrada em operação do Global Positioning System (GPS), e foi aposentado em 1996. Aperfeiçoamentos na parte eletrônica permitiram ao sistema GPS emitir vários sinais ao mesmo tempo, o que reduziu grandemente a complexidade no cálculo de posição. Além disso, o sistema GPS usa um número maior de satélites que o TRANSIT, permitindo que o sistema seja utilizado continuamente, enquanto que o o TRANSIT possibilitava somente uma atualização a cada uma hora ou mais.
Após 1996, os satélites foram mantidos em atividade, mas para outros fins: eles passaram a ser pelo sistema de monitoramento da ionosfera da Marinha.

## Descrição
O sistema TRANSIT de satélites transmitia um sinal contínuo o qual incluía a hora exata, bem como os parâmetros orbitais do satélite. Estes sinais eram enviados regularmente à memória de cada satélite a partir do Observatório Naval dos Estados Unidos (US Naval Observatory) e retransmitidos pelo satélite continuamente. Os sinais eram então utilizados para calcular a localização do satélite em qualquer ponto sobre a Terra e em qualquer instante de tempo.
A medida que o satélite se aproximava de um receptor no solo (ou em um submarino), a frequência recebida era mais alta que a frequência transmitida devido ao efeito Doppler, e do mesmo modo, o sinal teria uma frequência mais baixa quando o satélite se afastava. Quando a passagem do satélite sobre o meridiano local ocorria, a frequência era igual à frequência transmitida pelo US Naval Observatory. 
Por outro lado, se o passagem do satélite pelo meridiano local ocorresse exatamente no zênite do observador, a variação observada na frequência do sinal transmitido pelo satélite seria máxima, mas se a passagem ocorresse em um ângulo menor, a variação observada na frequência de transmissão seria menor. Desta forma, medindo-se esta variação, podia-se determinar a posição do satélite em relação ao zênite, ou seja, o quão distante o satélite estava de um lado ou de outro do receptor. Os sistemas tradicionais de navegação seriam então usados para selecionar qual das duas possibilidades, direita ou esquerda, era a correta.
O cálculo da posição não era um exercício trivial: ele exigia o uso do método de mínimos quadrados para predizer as frequências (calculadas a partir de uma posição estimada do submarino e dos parâmetros orbitais do satélite) a partir das frequências observadas. Isto era, em geral, além da capacidade de um operador humano, e, portanto, exigia o desenvolvimento de um computador especialmente para dar conta desta tarefa.

### O computador AN/UYK-1
Como nenhum computador na época era suficientemente pequeno para poder ser instalado em um submarino, um novo computador foi desenhado, chamado AN/UYK-1. Ele foi construído especialmente para caber dentro de um submarino e tinha cerca de 1,5 metros de altura e era lacrado para ser a prova-d'água. O engenheiro principal do projeto era um dos membros da UCLA, Lowell Amdahl, irmão de Gene Amdahl. O AN/UYK-1 foi construído pela divisão Ramo-Wooldridge do TRW para a classe Lafayette de submarinos SSBNs. Ele foi equipado com uma memória de 8 192 palavras de 15 bits (mais o bit de paridade), fabricado a mão em uma fábrica em Canoga Park. O tempo de ciclo era de cerca de 1 microsegundo.
O AN/UYK-1 era uma máquina "micro-programada" com uma palavra de 15 bits sem comandos de hardware para subtrair, multiplicar ou dividir, mas que podia somar e fazer algumas outras operações básicas com bits. Usando essas operações básicas, um conjunto de subrotinas de software estendiam a capacidade de cálculo para outras operações como subtrair, multiplicar e dividir. Os programas do AN/UYK-1 usavam essas rotinas para fazer seus cálculos. 
A característica mais interessante do conjunto de instruções AN/UYK-1 era que a linguagem de máquina tinha dois operadores que podiam manipular simultaneamente os registros aritméticos, por exemplo, um completava o conteúdo de um registro enquanto o outro carregava ou armazenava um outro registro. Ele também foi o primeiro computador implementado com a capacidade de endereçamento indireto em um único ciclo.
Durante a passagem do satélite, um receptor GE recebia os parâmetros orbitais e mensagens criptografadas do satélite, bem como media o deslocamento Doppler da frequência do sinal a cada intervalo de tempo, passando esses dados para o computador AN/UYK-1. O computador também recebia do sistema inercial de navegação do submarino (SINS) uma leitura da latitude e longitude. Usando essas informações o AN/UYK-1 executava um algoritmo usando mínimos quadrados para fornecer a posição lida em cerca de quinze minutos.